# محمد جميل (لاعب كرة قدم مالديفي)
محمد جميل مواليد 4 أكتوبر 1975 في المالديف، هو لاعب كرة قدم مالديفي يلعب مع نادي في بي كمدافع. ولعب أيضا مع نادي نيو راديانت. كان عضوا في منتخب جزر المالديف الوطني لكرة القدم. وهو من با اتول.

## المسيرة الاحترافية

### أندية لعب لها
- نادي في بي
- نادي نيو راديانت
- نادي فيكتوري

## المسيرة الدولية
على الرغم من أنه بدأ اللعب مع المنتخب الوطني منذ عام 2000 إلا أنه أصبح منتظما ابتداء من عام 2001. وكانت آخر مباراة ضد الهند في كأس اتحاد جنوب آسيا لكرة القدم 2011 في الدور قبل النهائي.

### الأهداف الدولية
| #  | تاريخ                 | مكان                          | الخصم | النتيجة | نتيجة | المنافسة                       |
| -- | --------------------- | ----------------------------- | ----- | ------- | ----- | ------------------------------ |
| 1. | 12 نيسان / أبريل 2001 | ملعب مقاطعة شنشي، شيان، الصين | الصين | 7–1     | 10-1  | تصفيات كأس العالم 2002 في آسيا |

## وصلات خارجية
- محمد جميل على موقع قاعدة بيانات كرة القدم.إي يو (الإنجليزية)
- محمد جميل على موقع ناشيونال فوتبول تيمز (الإنجليزية)
- نادي فالنسيا
- blogspot